# Добро поле (Пирин)
Вижте пояснителната страница за други значения на Добро поле.
Добро поле е местност – високопланинска заравненост в планината Пирин, България.

## Местоположение
Добро поле се намира на изток-югоизток под връх Ореляк (2099 m), на североизток от връх Баба (1917 m) и на север от връх Чала (1969 m). През него минава чакълиран път от местността Попови ливади до ретранслатора на връх Ореляк и туристическа пътека от хижа „Попови ливади“ за хижите „Малина“ и „Пирин“.

## Етимология
Името е традиционно за българската културна среда за високопланинско пасище и произтича от това, че е равно и с добра паша.

## Описание
Местността е денудационна заравненост с дължина 2,5 km и ширина 1,5 km. Основата на Добро поле е от окарстени мрамори и в местността има карстови форми – кари, понори и въртопи, както и два големи валога. Пролетно време, след стопяването на снеговете, местността се покрива с гъста трева. Местността е находище на пирински чай.